# Utumea West
Utumea West è un villaggio delle Samoa Americane appartenente alla contea di Lealataua del Distretto occidentale. Ha una superficie di 0,69 km² e in base al censimento del 2000, ha 44 abitanti.

## Geografia fisica
Il territorio del villaggio comprende una piccola zona lungo la costa meridionale dell'isola Tutuila ed è attraversato dal ruscello Valalae.